# ノギザカスキッツ
『ノギザカスキッツ』は、2020年6月16日（15日深夜）から10月27日（26日深夜）まで日本テレビで放送されていた乃木坂46の冠バラエティ番組である。2020年11月10日（9日深夜）から2021年4月6日（5日深夜）までシーズン2として『ノギザカスキッツ ACT2』（ノギザカスキッツ アクト2）が放送されていた。

## 概要
乃木坂46メンバーがさらば青春の光と共にコントに挑戦する。番組タイトルの「スキッツ」は、寸劇を意味するスキット（Skit）の複数形であり、番組内でもコントをスキットと称している。
1週につき2本のコントが放送され、スタジオパートでは乃木坂46のメンバーとさらば青春の光がコントのVTRを鑑賞してトークを行うという構成となっている。放送終了後、未公開映像を併せて「ノギスキマチソワカン」のタイトルでHuluで配信。トークの進行役は、原則として東ブクロが行う。
『ノギザカスキッツ』最終回となった2020年10月27日放送分で11月からの第2弾についての発表もあり、『ノギザカスキッツ ACT2』として改題されて、3期生も加わることとなった。

## ノギザカスキッツ
『ノギザカスキッツ』は、2020年6月16日（15日深夜）から10月27日（26日深夜）まで毎週火曜1時29分 - 1時59分（月曜深夜）に日本テレビで放送されていた乃木坂46・4期生（2020年7月7日放送分から新4期生も加わった）のコント番組である。略称はノギスキ。

### 出演者
MC
- さらば青春の光（森田哲矢・東ブクロ） 

キャスト
- 乃木坂46
  - 4期生：遠藤さくら、賀喜遥香、掛橋沙耶香、金川紗耶、北川悠理、黒見明香、佐藤璃果、柴田柚菜、清宮レイ、田村真佑、筒井あやめ、早川聖来、林瑠奈、松尾美佑、矢久保美緒、弓木奈於

### 放送日程
| 回 | 放送日          | 放送内容 | コント                             | 出演者 | 未公開映像                                           |
| -- | --------------- | --- | ---------------------------------- | --- | ---------------------------------------------------- |
| 1  | 2020年 06月16日 | 乃木坂46が実力派コント芸人さらば青春の光とコントに初挑戦! | キャプテンユリ                     | 掛橋沙耶香、北川悠理、柴田柚菜、清宮レイ、田村真佑、筒井あやめ、矢久保美緒                                                 | ノギスキマチソワカン〜その1〜メンバーのリアクション  |
| 1  | 2020年 06月16日 | 乃木坂46が実力派コント芸人さらば青春の光とコントに初挑戦! | まゆたんは愛されたい               | 田村真佑 | ノギスキマチソワカン〜その1〜メンバーのリアクション  |
| 2  | 06月23日        | 芸人「オーディション」で披露!? 武勇伝、EE姉妹、貴族漫才・・・芸人ネタ全力投球! ネガティブキャラ矢久保が「FUWANちゃん」で覚醒!                                | オーディション                     | 遠藤さくら、賀喜遥香、掛橋沙耶香、金川紗耶、清宮レイ、田村真佑、筒井あやめ、早川聖来                                       | ノギスキマチソワカン〜その2〜メンバーのリアクション  |
| 2  | 06月23日        | 芸人「オーディション」で披露!? 武勇伝、EE姉妹、貴族漫才・・・芸人ネタ全力投球! ネガティブキャラ矢久保が「FUWANちゃん」で覚醒!                                | FUWANちゃん                        | 柴田柚菜、田村真佑、矢久保美緒                                                                                             | ノギスキマチソワカン〜その2〜メンバーのリアクション  |
| 3  | 06月30日        | 「麗しのレイランド様」清宮レイが伝説ホストに!「週刊スキッツ」田村真佑編集長がアイドルのスクープに全力ノリツッコミ!                                           | 麗しのレイランド様～コンビニ編～   | 清宮レイ、筒井あやめ、早川聖来                                                                                             | ノギスキマチソワカン〜その3〜メンバーのリアクション  |
| 3  | 06月30日        | 「麗しのレイランド様」清宮レイが伝説ホストに!「週刊スキッツ」田村真佑編集長がアイドルのスクープに全力ノリツッコミ!                                           | 週刊スキッツ編集部                 | 賀喜遥香、金川紗耶、柴田柚菜、田村真佑、早川聖来                                                                           | ノギスキマチソワカン〜その3〜メンバーのリアクション  |
| 4  | 07月07日        | マイペースすぎるアイツが帰ってきた!「キャプテンユリ（2）」!「メンタルリストAYAME」最年少・筒井あやめが催眠術でアイドルにムチャぶり!新4期生も初登場!          | キャプテンユリ（2）                | 掛橋沙耶香、北川悠理、黒見明香、佐藤璃果、柴田柚菜、清宮レイ、田村真佑、筒井あやめ、林瑠奈、松尾美佑、矢久保美緒、弓木奈於 | ノギスキマチソワカン〜その4〜メンバーのリアクション  |
| 4  | 07月07日        | マイペースすぎるアイツが帰ってきた!「キャプテンユリ（2）」!「メンタルリストAYAME」最年少・筒井あやめが催眠術でアイドルにムチャぶり!新4期生も初登場!          | メンタルリストAYAME                | 掛橋沙耶香、北川悠理、柴田柚菜、清宮レイ、田村真佑、筒井あやめ、矢久保美緒                                                 | ノギスキマチソワカン〜その4〜メンバーのリアクション  |
| 5  | 07月14日        | 「天使」遠藤VS「小悪魔」筒井! 金川&賀喜がクセになるリズムで熱唱&ダンス「やんちゃなやんちゃん」                                                               | 天使と悪魔                         | 遠藤さくら、金川紗耶、筒井あやめ、早川聖来                                                                                 | ノギスキマチソワカン〜その5〜メンバーのリアクション  |
| 5  | 07月14日        | 「天使」遠藤VS「小悪魔」筒井! 金川&賀喜がクセになるリズムで熱唱&ダンス「やんちゃなやんちゃん」                                                               | やんちゃなやんちゃん               | 賀喜遥香、金川紗耶 | ノギスキマチソワカン〜その5〜メンバーのリアクション  |
| 6  | 07月21日        | 掛橋ポリスが取り締まる「保険ポリスは許さない」! 早川&賀喜が強烈大阪おばちゃん店員に「まいどカフェ」!                                                         | 保険ポリスは許さない               | 掛橋沙耶香、清宮レイ | ノギスキマチソワカン〜その6〜メンバーのリアクション  |
| 6  | 07月21日        | 掛橋ポリスが取り締まる「保険ポリスは許さない」! 早川&賀喜が強烈大阪おばちゃん店員に「まいどカフェ」!                                                         | まいどCAFE                         | 賀喜遥香、早川聖来 | ノギスキマチソワカン〜その6〜メンバーのリアクション  |
| 7  | 07月28日        | 清純アイドルが伝説のお笑いネタを完コピ「オーディション」第2弾!! 柴田&清宮&早川がチアダンスで全力応援「スマイルガールズ」                                     | 第8世代オーディション              | 遠藤さくら、掛橋沙耶香、北川悠理、田村真佑、林瑠奈、弓木奈於                                                               | ノギスキマチソワカン〜その7〜メンバーのリアクション  |
| 7  | 07月28日        | 清純アイドルが伝説のお笑いネタを完コピ「オーディション」第2弾!! 柴田&清宮&早川がチアダンスで全力応援「スマイルガールズ」                                     | スマイルガールズ                   | 柴田柚菜、清宮レイ、早川聖来                                                                                               | ノギスキマチソワカン〜その7〜メンバーのリアクション  |
| 8  | 08月04日        | 清純派アイドルが悪魔に変身?「ホワイトエンジェルの災難」! クセになると評判リズムネタ「やんちゃなやんちゃん(2)」! 新4期生で一番変なのは誰?                     | ホワイトエンジェルの災難           | 遠藤さくら、佐藤璃果、北川悠理、筒井あやめ                                                                                 | ノギスキマチソワカン〜その8〜メンバーのリアクション  |
| 8  | 08月04日        | 清純派アイドルが悪魔に変身?「ホワイトエンジェルの災難」! クセになると評判リズムネタ「やんちゃなやんちゃん(2)」! 新4期生で一番変なのは誰?                     | やんちゃなやんちゃん（2）          | 賀喜遥香、金川紗耶 | ノギスキマチソワカン〜その8〜メンバーのリアクション  |
| 9  | 08月11日        | アイドルがモノボケを極秘特訓! 謎の道場に潜入・・・新4期生も大活躍! サイコパス新妻「まゆたんは愛されたい」第2話!                                              | 潜入!アイドル道場                  | 金川紗耶、黒見明香、清宮レイ、田村真佑、林瑠奈、松尾美佑、矢久保美緒                                                       | ノギスキマチソワカン〜その9〜メンバーのリアクション  |
| 9  | 08月11日        | アイドルがモノボケを極秘特訓! 謎の道場に潜入・・・新4期生も大活躍! サイコパス新妻「まゆたんは愛されたい」第2話!                                              | まゆたんは愛されたい               | 田村真佑 | ノギスキマチソワカン〜その9〜メンバーのリアクション  |
| 10 | 08月18日        | マイペースなアイツvs新怪人遠藤さくら「キャプテンユリ（3）」! 最年少・筒井がギャルに! 鶴ならぬ「ギャルの恩返し」! 賀喜と金川のなやみとは!?                    | キャプテンユリ（3）                | 遠藤さくら、掛橋沙耶香、北川悠理、柴田柚菜、清宮レイ、田村真佑、筒井あやめ、矢久保美緒                                     | ノギスキマチソワカン〜その10〜メンバーのリアクション |
| 10 | 08月18日        | マイペースなアイツvs新怪人遠藤さくら「キャプテンユリ（3）」! 最年少・筒井がギャルに! 鶴ならぬ「ギャルの恩返し」! 賀喜と金川のなやみとは!?                    | ギャルの恩返し                     | 筒井あやめ、早川聖来 | ノギスキマチソワカン〜その10〜メンバーのリアクション |
| 11 | 08月25日        | 早川がお嬢様役に挑戦! メイド佐藤とともに一般企業での仕事に大奮闘「スーパーセレブお嬢様早小路セイラ」! 掛橋ポリスが再び取り締まり!「保険ポリスは許さない（2） | スーパーセレブお嬢様・早小路セイラ | 佐藤璃果、筒井あやめ、早川聖来                                                                                             | ノギスキマチソワカン〜その11〜メンバーのリアクション |
| 11 | 08月25日        | 早川がお嬢様役に挑戦! メイド佐藤とともに一般企業での仕事に大奮闘「スーパーセレブお嬢様早小路セイラ」! 掛橋ポリスが再び取り締まり!「保険ポリスは許さない（2） | 保険ポリスは許さない（2）          | 掛橋沙耶香、清宮レイ、田村真佑                                                                                             | ノギスキマチソワカン〜その11〜メンバーのリアクション |
| 12 | 09月01日        | 最年少・筒井がドS開眼!遠藤さくらがナースに!?「メンタルリストAYAME」!クセになるリズムネタ大好評第3弾!驚き新展開「やんちゃなやんちゃん」                       | メンタルリストAYAME（2）           | 遠藤さくら、賀喜遥香、金川紗耶、黒見明香、佐藤璃果、筒井あやめ、松尾美佑、弓木奈於                                         | ノギスキマチソワカン〜その12〜メンバーのリアクション |
| 12 | 09月01日        | 最年少・筒井がドS開眼!遠藤さくらがナースに!?「メンタルリストAYAME」!クセになるリズムネタ大好評第3弾!驚き新展開「やんちゃなやんちゃん」                       | やんちゃなやんちゃん（3）          | 賀喜遥香、金川紗耶、早川聖来                                                                                               | ノギスキマチソワカン〜その12〜メンバーのリアクション |
| 13 | 09月08日        | 清宮演じる伝説のホスト「麗しのレイランド様」が再び登場! 遠藤と賀喜が女の争い!? ゴスロリ賀喜がラブコメヒロインに!「妄想少女かっきー!」早川の悩みとは!?        | 麗しのレイランド様                 | 遠藤さくら、賀喜遥香、清宮レイ、林瑠奈                                                                                     | ノギスキマチソワカン〜その13〜メンバーのリアクション |
| 13 | 09月08日        | 清宮演じる伝説のホスト「麗しのレイランド様」が再び登場! 遠藤と賀喜が女の争い!? ゴスロリ賀喜がラブコメヒロインに!「妄想少女かっきー!」早川の悩みとは!?        | 妄想少女かっきー                   | 賀喜遥香、黒見明香、筒井あやめ                                                                                             | ノギスキマチソワカン〜その13〜メンバーのリアクション |
| 14 | 09月15日        | 乃木坂46に叱られたい…弓木が教師で!? 佐藤と林が幼馴染で!?叱られる謎の店「かつ家」! 泣き虫矢久保のはっちゃけキャラ再び! 遠藤も参戦!「FUWANちゃん」             | かつ家                             | 掛橋沙耶香、北川悠理、佐藤璃果、林瑠奈、弓木奈於                                                                           | ノギスキマチソワカン〜その14〜メンバーのリアクション |
| 14 | 09月15日        | 乃木坂46に叱られたい…弓木が教師で!? 佐藤と林が幼馴染で!?叱られる謎の店「かつ家」! 泣き虫矢久保のはっちゃけキャラ再び! 遠藤も参戦!「FUWANちゃん」             | FUWANちゃん（2）                   | 遠藤さくら、金川紗耶、筒井あやめ、矢久保美緒                                                                               | ノギスキマチソワカン〜その14〜メンバーのリアクション |
| 15 | 09月22日        | ナースが全員乃木坂46の病院!?「キュンキュン病棟24時」&「スマイルガールズ」に新展開                                                                            | キュンキュン病棟24時               | 遠藤さくら、佐藤璃果、清宮レイ、田村真佑、矢久保美緒、松尾美佑                                                             | ノギスキマチソワカン〜その15〜メンバーのリアクション |
| 15 | 09月22日        | ナースが全員乃木坂46の病院!?「キュンキュン病棟24時」&「スマイルガールズ」に新展開                                                                            | スマイルガールズ（2）              | 柴田柚菜、清宮レイ、早川聖来、林瑠奈、松尾美佑                                                                             | ノギスキマチソワカン〜その15〜メンバーのリアクション |
| 16 | 09月29日        | 常識クイズにおバカ回答連発! 女探偵「モーリーズエンジェル」&乃木坂ナース再び!「キュンキュン病棟24時」                                                         | モーリーズエンジェル               | 掛橋沙耶香、金川紗耶、清宮レイ、田村真佑、弓木奈於                                                                         | ノギスキマチソワカン〜その16〜メンバーのリアクション |
| 16 | 09月29日        | 常識クイズにおバカ回答連発! 女探偵「モーリーズエンジェル」&乃木坂ナース再び!「キュンキュン病棟24時」                                                         | キュンキュン病棟24時（2）          | 遠藤さくら、佐藤璃果、清宮レイ、田村真佑、矢久保美緒、松尾美佑                                                             | ノギスキマチソワカン〜その16〜メンバーのリアクション |
| 17 | 10月06日        | 早川・林・弓木の訳アリ新人アイドル「陰キャアイドル・刹那少女」&新たな強敵出現!「やんちゃなやんちゃん（4）」&乃木坂メンバー風紀を取り締まる「4期ポリス」      | 陰キャアイドル・刹那少女           | 早川聖来、林瑠奈、弓木奈於                                                                                                 | ノギスキマチソワカン〜その17〜メンバーのリアクション |
| 17 | 10月06日        | 早川・林・弓木の訳アリ新人アイドル「陰キャアイドル・刹那少女」&新たな強敵出現!「やんちゃなやんちゃん（4）」&乃木坂メンバー風紀を取り締まる「4期ポリス」      | やんちゃなやんちゃん（4）          | 賀喜遥香、金川紗耶、田村真佑                                                                                               | ノギスキマチソワカン〜その17〜メンバーのリアクション |
| 17 | 10月06日        | 早川・林・弓木の訳アリ新人アイドル「陰キャアイドル・刹那少女」&新たな強敵出現!「やんちゃなやんちゃん（4）」&乃木坂メンバー風紀を取り締まる「4期ポリス」      | 4期ポリス                          | 掛橋沙耶香、柴田柚菜 | ノギスキマチソワカン〜その17〜メンバーのリアクション |
| 18 | 10月13日        | 遠藤がイケメンを落とす胸キュン告白セリフを伝授?!「恋愛シスターさくら」&強敵新キャラ「保険ポリス（3）」                                                       | 恋愛シスターさくら                 | 遠藤さくら、柴田柚菜、早川聖来                                                                                             | ノギスキマチソワカン〜その18〜メンバーのリアクション |
| 18 | 10月13日        | 遠藤がイケメンを落とす胸キュン告白セリフを伝授?!「恋愛シスターさくら」&強敵新キャラ「保険ポリス（3）」                                                       | 保険ポリスは許さない（3）          | 掛橋沙耶香、佐藤璃果、清宮レイ、松尾美佑、弓木奈於                                                                         | ノギスキマチソワカン〜その18〜メンバーのリアクション |
| 19 | 10月20日        | サイコな若奥様まゆたんが実家に帰省「まゆたんは愛されたい（3）」&乃木坂46が悩める男性に喝を!「かつ家（2）」                                                   | まゆたんは愛されたい（3）          | 北川悠理、田村真佑、林瑠奈                                                                                                 | ノギスキマチソワカン〜その19〜メンバーのリアクション |
| 19 | 10月20日        | サイコな若奥様まゆたんが実家に帰省「まゆたんは愛されたい（3）」&乃木坂46が悩める男性に喝を!「かつ家（2）」                                                   | かつ家（2）                        | 賀喜遥香、黒見明香、佐藤璃果、柴田柚菜、清宮レイ、筒井あやめ                                                               | ノギスキマチソワカン〜その19〜メンバーのリアクション |
| 20 | 10月27日        | ついに最終回! 『第1回ノギスキキャラデミー賞』まさかの結果発表に一同騒然!賀喜&掛橋が大号泣!?                                                                  | 第1回ノギスキキャラデミー賞        | | ノギスキマチソワカン〜その20〜メンバーのリアクション |

### 放送時間
| 放送期間                     | 放送日時                     | 放送局                | 対象地域   | 備考       |
| ---------------------------- | ---------------------------- | --------------------- | ---------- | ---------- |
| 2020年6月16日 - 10月27日     | 火曜 1:29 - 1:59（月曜深夜） | 日本テレビ（NTV）     | 関東広域圏 | 制作局     |
| 2020年7月3日 - 11月13日      | 金曜 1:29 - 1:59（木曜深夜） | テレビ新潟（TeNY）    | 新潟県     | 遅れネット |
| 2020年7月8日 - 11月18日      | 水曜 1:59 - 2:29（火曜深夜） | 静岡第一テレビ（SDT） | 静岡県     | 遅れネット |
| 2020年7月15日 - 11月25日     | 水曜 1:24 - 1:54（火曜深夜） | 中京テレビ（CTV）     | 中京広域圏 | 遅れネット |
| 2020年7月26日 - 12月13日     | 日曜 1:30 - 2:00（土曜深夜） | 福岡放送（FBS）       | 福岡県     | 遅れネット |
| 2020年8月20日 - 2021年1月7日 | 木曜 0:59 - 1:29（水曜深夜） | ミヤギテレビ（MMT）   | 宮城県     | 遅れネット |

## ノギザカスキッツ ACT2
『ノギザカスキッツ ACT2』は、ノギザカスキッツの続編であり、2020年11月10日（9日深夜）から毎週火曜1時29分 - 1時59分（月曜深夜）に日本テレビで放送されていた乃木坂46・3期生と4期生のコント番組である。一部の4期生だけが出演するコントは、前作からの続編の他、3期生のみ登場の新作ないし3・4期生共同出演の新作コントがある。

### 出演者
MC
- さらば青春の光（森田哲矢・東ブクロ）

キャスト
- 乃木坂46
  - 3期生：伊藤理々杏、岩本蓮加、梅澤美波、大園桃子、久保史緒里、阪口珠美、佐藤楓、中村麗乃、向井葉月、山下美月、吉田綾乃クリスティー、与田祐希
  - 4期生：遠藤さくら、賀喜遥香、掛橋沙耶香、金川紗耶、北川悠理、黒見明香、佐藤璃果、柴田柚菜、清宮レイ、田村真佑、筒井あやめ、早川聖来、林瑠奈、松尾美佑、矢久保美緒、弓木奈於

#### ゲスト
- 阿佐ヶ谷姉妹（渡辺江里子・木村美穂） - 第1回「新章開幕! 3期生コント初挑戦!『三姫学園生徒会へようこそ!』&尼崎姉妹と阿佐ヶ谷姉妹で本家ネタコラボ!『GO! GO! 第8世代』」[28]
- 白鳥久美子（たんぽぽ） -  第3回「たんぽぽ白鳥を全力応援!『スマイルガールズ』&不思議なキャラ北川悠理を学ぶ!『北川悠理教習所』」[29]
- テツandトモ（テツ・トモ） - 第4回「3期生がテツ&トモとコラボ!『三姫学園生徒会へようこそ!』&清宮レイが大暴れ!『やんちゃなやんちゃん』」[30]
- 藤森慎吾（オリエンタルラジオ） - 第5回「小悪魔山下に森田デレデレ!?『恋のSHIO'S CASINO』&やんちゃんに新相方!? まさかのコラボ!『やんちゃなやんちゃん』」[31]、第6回「オリラジ藤森参戦! 照れたら即OUT! 仁義なき戦い『照負倶楽部』&リズムしりとり再び!『HIP CATCH PARTY!』」[32]
- ジャングルポケット（おたけ・太田博久・斉藤慎二） - 第10回「『かつ家』のライバル店登場! 3期生が喝を入れる『元祖かつ家』&歌のお姉さん大園桃子と『あるあるであそぼ』」[33]

### 放送日程
| 回 | 放送日          | 放送内容 | コント                                  | 出演者 | 未公開映像                                                |
| -- | --------------- | --- | --------------------------------------- | --- | --------------------------------------------------------- |
| 1  | 2020年 11月10日 | 新章開幕! 3期生コント初挑戦!「三姫学園生徒会へようこそ!」&尼崎姉妹と阿佐ヶ谷姉妹で本家ネタコラボ!「GO! GO! 第8世代」                        | 三姫学園生徒会へようこそ!               | 伊藤理々杏、岩本蓮加、梅澤美波、久保史緒里、阪口珠美、佐藤楓、中村麗乃、山下美月、吉田綾乃クリスティー、与田祐希                                                   | ノギスキマチソワカン ACT2〜その1〜メンバーのリアクション  |
| 1  | 2020年 11月10日 | 新章開幕! 3期生コント初挑戦!「三姫学園生徒会へようこそ!」&尼崎姉妹と阿佐ヶ谷姉妹で本家ネタコラボ!「GO! GO! 第8世代」                        | GO!GO!第8世代                           | 遠藤さくら、賀喜遥香、掛橋沙耶香、柴田柚菜、清宮レイ、筒井あやめ、早川聖来、弓木奈於、阿佐ヶ谷姉妹                                                                 | ノギスキマチソワカン ACT2〜その1〜メンバーのリアクション  |
| 2  | 11月17日        | 乃木坂46と恋愛ゲーム「ノギザカプラス」&しりとりダンスゲーム「HIP CATCH PARTY」                                                              | ノギザカプラス                          | 梅澤美波、山下美月、与田祐希 | ノギスキマチソワカン ACT2〜その2〜メンバーのリアクション  |
| 2  | 11月17日        | 乃木坂46と恋愛ゲーム「ノギザカプラス」&しりとりダンスゲーム「HIP CATCH PARTY」                                                              | しりとれ!HIP CATCH PARTY!               | 梅澤美波、久保史緒里、向井葉月、金川紗耶、早川聖来、田村真佑 | ノギスキマチソワカン ACT2〜その2〜メンバーのリアクション  |
| 3  | 11月24日        | たんぽぽ白鳥を全力応援!「スマイルガールズ」&不思議なキャラ北川悠理を学ぶ!「北川悠理教習所」                                                 | スマイルガールズ（3）                   | 遠藤さくら、柴田柚菜、清宮レイ、田村真佑、早川聖来、林瑠奈、松尾美佑、白鳥久美子                                                                                   | ノギスキマチソワカン ACT2〜その3〜メンバーのリアクション  |
| 3  | 11月24日        | たんぽぽ白鳥を全力応援!「スマイルガールズ」&不思議なキャラ北川悠理を学ぶ!「北川悠理教習所」                                                 | 北川悠理教習所                          | 向井葉月、山下美月、遠藤さくら、賀喜遥香、北川悠理、矢久保美緒 | ノギスキマチソワカン ACT2〜その3〜メンバーのリアクション  |
| 4  | 12月01日        | 3期生がテツ&トモとコラボ!「三姫学園生徒会へようこそ!」&清宮レイが大暴れ!「やんちゃなやんちゃん」                                            | 三姫学園生徒会へようこそ!（2）          | 伊藤理々杏、岩本蓮加、梅澤美波、大園桃子、久保史緒里、阪口珠美、佐藤楓、中村麗乃、吉田綾乃クリスティー、与田祐希、テツandトモ                                      | ノギスキマチソワカン ACT2〜その4〜メンバーのリアクション  |
| 4  | 12月01日        | 3期生がテツ&トモとコラボ!「三姫学園生徒会へようこそ!」&清宮レイが大暴れ!「やんちゃなやんちゃん」                                            | やんちゃなやんちゃん（5）               | 賀喜遥香、金川紗耶、清宮レイ | ノギスキマチソワカン ACT2〜その4〜メンバーのリアクション  |
| 5  | 12月08日        | 小悪魔山下に森田デレデレ!?「恋のSHIO'S CASINO」&やんちゃんに新相方!? まさかのコラボ!「やんちゃなやんちゃん」                                | 恋のSHIO'S CASINO                       | 伊藤理々杏、久保史緒里、阪口珠美、山下美月 | ノギスキマチソワカン ACT2〜その5〜メンバーのリアクション  |
| 5  | 12月08日        | 小悪魔山下に森田デレデレ!?「恋のSHIO'S CASINO」&やんちゃんに新相方!? まさかのコラボ!「やんちゃなやんちゃん」                                | やんちゃなやんちゃん（6）               | 賀喜遥香、金川紗耶、藤森慎吾 | ノギスキマチソワカン ACT2〜その5〜メンバーのリアクション  |
| 6  | 12月15日        | オリラジ藤森参戦! 照れたら即OUT! 仁義なき戦い「照負倶楽部」&リズムしりとり再び!「HIP CATCH PARTY!」                                         | 照負倶楽部                              | 伊藤理々杏、岩本蓮加、梅澤美波、大園桃子、向井葉月、山下美月、掛橋沙耶香、北川悠理、佐藤璃果、柴田柚菜、早川聖来、藤森慎吾                                         | ノギスキマチソワカン ACT2〜その6〜メンバーのリアクション  |
| 6  | 12月15日        | オリラジ藤森参戦! 照れたら即OUT! 仁義なき戦い「照負倶楽部」&リズムしりとり再び!「HIP CATCH PARTY!」                                         | しりとれ!HIP CATCH PARTY（2）           | 岩本蓮加、大園桃子、阪口珠美、佐藤楓、黒見明香、田村真佑、筒井あやめ、松尾美佑                                                                                     | ノギスキマチソワカン ACT2〜その6〜メンバーのリアクション  |
| 7  | 12月22日        | 梅澤率いる「恋の火消し隊」!恋する向井をダメ男から救えるか?&「かつ家クリスマスSP」今夜の皆一味違う!                                          | 恋の火消し隊                            | 岩本蓮加、梅澤美波、大園桃子、向井葉月 | ノギスキマチソワカン ACT2〜その7〜メンバーのリアクション  |
| 7  | 12月22日        | 梅澤率いる「恋の火消し隊」!恋する向井をダメ男から救えるか?&「かつ家クリスマスSP」今夜の皆一味違う!                                          | かつ家（3）                             | 遠藤さくら、掛橋沙耶香、田村真佑、筒井あやめ、松尾美佑 | ノギスキマチソワカン ACT2〜その7〜メンバーのリアクション  |
| 8  | 2021年 01月05日 | 清宮レイがポジティブ交渉術で人質・賀喜遥香を救う!「ポジティブネゴシエーターレイ」&佐藤楓が最強AIdenになって感情を伝える新ゲーム「はぁ将棋」 | ポジティブネゴシエーター・レイ          | 賀喜遥香、黒見明香、清宮レイ、早川聖来、林瑠奈 | ノギスキマチソワカン ACT2〜その8〜メンバーのリアクション  |
| 8  | 2021年 01月05日 | 清宮レイがポジティブ交渉術で人質・賀喜遥香を救う!「ポジティブネゴシエーターレイ」&佐藤楓が最強AIdenになって感情を伝える新ゲーム「はぁ将棋」 | はぁって言うAI den                      | 梅澤美波、阪口珠美、佐藤楓、向井葉月、吉田綾乃クリスティー | ノギスキマチソワカン ACT2〜その8〜メンバーのリアクション  |
| 9  | 01月12日        | ぶりっ子山下美月&忍者アイドル清宮レイ「ザ･スキッツテン」司会:黒見柳徹子&早小路セイラ（2）ドラマのエキストラ体験                             | ザ･スキッツテン                         | 向井葉月、山下美月、吉田綾乃クリスティー、北川悠理、黒見明香、清宮レイ、田村真佑、筒井あやめ、弓木奈於                                                             | ノギスキマチソワカン ACT2〜その9〜メンバーのリアクション  |
| 9  | 01月12日        | ぶりっ子山下美月&忍者アイドル清宮レイ「ザ･スキッツテン」司会:黒見柳徹子&早小路セイラ（2）ドラマのエキストラ体験                             | スーパーセレブお嬢様・早小路セイラ（2） | 金川紗耶、佐藤璃果、田村真佑、柴田柚菜、筒井あやめ、早川聖来 | ノギスキマチソワカン ACT2〜その9〜メンバーのリアクション  |
| 10 | 01月19日        | 「かつ家」のライバル店登場! 3期生が喝を入れる「元祖かつ家」&歌のお姉さん大園桃子と「あるあるであそぼ」                                      | 元祖かつ家                              | 岩本蓮加、梅澤美波、大園桃子、中村麗乃、山下美月、ジャングルポケット                                                                                               | ノギスキマチソワカン ACT2〜その10〜メンバーのリアクション |
| 10 | 01月19日        | 「かつ家」のライバル店登場! 3期生が喝を入れる「元祖かつ家」&歌のお姉さん大園桃子と「あるあるであそぼ」                                      | あるあるであそぼ!                       | 大園桃子、佐藤楓、与田祐希、遠藤さくら、賀喜遥香、金川紗耶、早川聖来、松尾美佑、矢久保美緒                                                                         | ノギスキマチソワカン ACT2〜その10〜メンバーのリアクション |
| 11 | 01月26日        | 与田祐希「ユーチューバースト子」家族を巻き込み大爆走!&「保険ポリスはゆるさない（4）」最強ライバル登場                                       | ユーチューバー・スト子                  | 久保史緒里、阪口珠美、中村麗乃、与田祐希 | ノギスキマチソワカン ACT2〜その11〜メンバーのリアクション |
| 11 | 01月26日        | 与田祐希「ユーチューバースト子」家族を巻き込み大爆走!&「保険ポリスはゆるさない（4）」最強ライバル登場                                       | 保険ポリスは許さない（4）               | 掛橋沙耶香、佐藤璃果、清宮レイ、林瑠奈 | ノギスキマチソワカン ACT2〜その11〜メンバーのリアクション |
| 12 | 02月02日        | 久保史緒里「恋のSHIO'S CASINO」意味深な後輩OL岩本vs幼馴染の梅澤&歌のお姉さん大園桃子「あるあるであそぼ」電車編                              | 恋のSHIO'S CASINO                       | 伊藤理々杏、岩本蓮加、梅澤美波、久保史緒里、阪口珠美 | ノギスキマチソワカン ACT2〜その12〜メンバーのリアクション |
| 12 | 02月02日        | 久保史緒里「恋のSHIO'S CASINO」意味深な後輩OL岩本vs幼馴染の梅澤&歌のお姉さん大園桃子「あるあるであそぼ」電車編                              | あるあるであそぼ!（2）                  | 大園桃子、阪口珠美、与田祐希、賀喜遥香、黒見明香、佐藤璃果、清宮レイ、早川聖来、矢久保美緒、弓木奈於                                                               | ノギスキマチソワカン ACT2〜その12〜メンバーのリアクション |
| 13 | 02月16日        | 遠藤さくらが胸キュン告白伝授! バレンタインSP!「恋愛シスターさくら 第2話」&田村真佑vs久保史緒里「まゆたんは愛されたい 第4話」                | 恋愛シスターさくら（2）                 | 遠藤さくら、柴田柚菜、早川聖来 | ノギスキマチソワカン ACT2〜その13〜メンバーのリアクション |
| 13 | 02月16日        | 遠藤さくらが胸キュン告白伝授! バレンタインSP!「恋愛シスターさくら 第2話」&田村真佑vs久保史緒里「まゆたんは愛されたい 第4話」                | まゆたんは愛されたい（4）               | 久保史緒里、田村真佑 | ノギスキマチソワカン ACT2〜その13〜メンバーのリアクション |
| 14 | 02月23日        | 山下、梅澤、伊藤、佐藤がイケメン軍団に! 大園を本気でオトす!?「高嶺の桃子さま」&筒井の警察署長!「あやめちゃんが逮捕しちゃうぞ!」             | 高嶺の桃子さま                          | 伊藤理々杏、岩本蓮加、梅澤美波、大園桃子、佐藤楓、向井葉月、山下美月、与田祐希                                                                                     | ノギスキマチソワカン ACT2〜その14〜メンバーのリアクション |
| 14 | 02月23日        | 山下、梅澤、伊藤、佐藤がイケメン軍団に! 大園を本気でオトす!?「高嶺の桃子さま」&筒井の警察署長!「あやめちゃんが逮捕しちゃうぞ!」             | あやめちゃんが逮捕しちゃうぞ!           | 賀喜遥香、筒井あやめ、弓木奈於 | ノギスキマチソワカン ACT2〜その14〜メンバーのリアクション |
| 15 | 03月02日        | 「キャプテンユリ特別版」シバータの新怪人面接&桃子おねえさんと「あるあるであそぼ」学校編                                                     | キャプテンユリ（4）                     | 掛橋沙耶香、金川紗耶、北川悠理、黒見明香、柴田柚菜、清宮レイ、田村真佑、筒井あやめ、松尾美佑、矢久保美緒                                                           | ノギスキマチソワカン ACT2〜その15〜メンバーのリアクション |
| 15 | 03月02日        | 「キャプテンユリ特別版」シバータの新怪人面接&桃子おねえさんと「あるあるであそぼ」学校編                                                     | あるあるであそぼ!（3）                  | 大園桃子、阪口珠美、与田祐希、賀喜遥香、黒見明香、佐藤璃果、清宮レイ、早川聖来、矢久保美緒、弓木奈於                                                               | ノギスキマチソワカン ACT2〜その15〜メンバーのリアクション |
| 16 | 03月09日        | 阪口初出演!衝撃の異色作「マサラ転校生タマーミ」に人気ガヤトリオ「チョロ3」も登場!&美少女達のキュン仕草に大興奮「カワイイアーミーズ」        | マサラ転校生タマーミ                    | 伊藤理々杏、岩本蓮加、阪口珠美、向井葉月、与田祐希、金川紗耶、松尾美佑                                                                                             | ノギスキマチソワカン ACT2〜その16〜メンバーのリアクション |
| 16 | 03月09日        | 阪口初出演!衝撃の異色作「マサラ転校生タマーミ」に人気ガヤトリオ「チョロ3」も登場!&美少女達のキュン仕草に大興奮「カワイイアーミーズ」        | カワイイアーミーズ                      | 久保史緒里、遠藤さくら、賀喜遥香、柴田柚菜、松尾美佑、矢久保美緒                                                                                                   | ノギスキマチソワカン ACT2〜その16〜メンバーのリアクション |
| 17 | 03月16日        | 弱小ギャル部の挑戦!「ギャルーズ☆ウォーズ」&甘〜い新ユニットもヤバ怖デュオも登場!「ザ･スキッツテン（2）」                                    | ギャルーズ☆ウォーズ                     | 岩本蓮加、梅澤美波、阪口珠美、金川紗耶、筒井あやめ | ノギスキマチソワカン ACT2〜その17〜メンバーのリアクション |
| 17 | 03月16日        | 弱小ギャル部の挑戦!「ギャルーズ☆ウォーズ」&甘〜い新ユニットもヤバ怖デュオも登場!「ザ･スキッツテン（2）」                                    | ザ・スキッツテン（2）                   | 佐藤楓、中村麗乃、掛橋沙耶香、黒見明香、佐藤璃果、筒井あやめ、早川聖来、林瑠奈、弓木奈於                                                                           | ノギスキマチソワカン ACT2〜その17〜メンバーのリアクション |
| 18 | 03月23日        | 北川の脳内コント化「インサイドユリヘッド」爆笑! 激似? モノマネ&3期生のおバカクイーン中村、珍回答連発「プリンセスと王子様」                  | インサイド・ユリヘッド                  | 遠藤さくら、賀喜遥香、北川悠理、清宮レイ、松尾美佑 | ノギスキマチソワカン ACT2〜その18〜メンバーのリアクション |
| 18 | 03月23日        | 北川の脳内コント化「インサイドユリヘッド」爆笑! 激似? モノマネ&3期生のおバカクイーン中村、珍回答連発「プリンセスと王子様」                  | プリンセスと王子様                      | 佐藤楓、中村麗乃、向井葉月、山下美月、吉田綾乃クリスティー | ノギスキマチソワカン ACT2〜その18〜メンバーのリアクション |
| 19 | 03月30日        | 「FUWANちゃん（3）」矢久保があるあるお姉さん・妖精あるるんとコラボ!&メンバーの珍発言を暴露するカールズバンド!「NAKAMA NO KOTOBA」           | FUWANちゃん（3）                        | 大園桃子、早川聖来、矢久保美緒、弓木奈於 | ノギスキマチソワカン ACT2〜その19〜メンバーのリアクション |
| 19 | 03月30日        | 「FUWANちゃん（3）」矢久保があるあるお姉さん・妖精あるるんとコラボ!&メンバーの珍発言を暴露するカールズバンド!「NAKAMA NO KOTOBA」           | NAKAMA NO KOTOBA                        | 岩本蓮加、梅澤美波、久保史緒里、佐藤楓、向井葉月、賀喜遥香、掛橋沙耶香、金川紗耶、北川悠理、佐藤璃果、柴田柚菜、清宮レイ、筒井あやめ、林瑠奈、松尾美佑、矢久保美緒 | ノギスキマチソワカン ACT2〜その19〜メンバーのリアクション |
| 20 | 04月06日        | 「第2回キャラデミー賞」視聴者投票で選ばれた人気No.1キャラが決定! あのコントに感謝&涙の熱演も!                                               | 第2回キャラデミー賞                     | | ノギスキマチソワカン ACT2〜その20〜メンバーのリアクション |

### 放送時間
| 放送期間                       | 放送日時                     | 放送局                | 対象地域   | 備考       |
| ------------------------------ | ---------------------------- | --------------------- | ---------- | ---------- |
| 2020年11月10日 - 2021年4月6日  | 火曜 1:29 - 1:59（月曜深夜） | 日本テレビ（NTV）     | 関東広域圏 | 制作局     |
| 2020年11月18日 - 2021年4月14日 | 水曜 0:59 - 1:29（火曜深夜） | テレビ新潟（TeNY）    | 新潟県     | 遅れネット |
| 2020年11月24日 - 2021年4月20日 | 火曜 1:34 - 2:04（月曜深夜） | 静岡第一テレビ（SDT） | 静岡県     | 遅れネット |
| 2020年12月2日 - 2021年4月14日  | 水曜 1:24 - 1:54（火曜深夜） | 中京テレビ（CTV）     | 中京広域圏 | 遅れネット |
| 2021年1月10日 - 5月23日        | 日曜 1:30 - 2:00（土曜深夜） | 福岡放送（FBS）       | 福岡県     | 遅れネット |
| 2021年1月14日 - 5月27日        | 木曜 0:59 - 1:29（水曜深夜） | ミヤギテレビ（MMT）   | 宮城県     | 遅れネット |

## 主題歌

### ノギザカスキッツ オープニングテーマ
- 乃木坂46「I see...」（2020年6月16日 - 2020年10月27日）

## スタッフ
- 企画プロデュース：秋元康[4]
- ナレーション：じんぼぼんじ[48][49]
- プロデューサー：毛利忍、植野浩之、水田貴久、増田俊二郎、五十嵐邦延[4]
- 演出：佐藤正樹[4]
- 製作：南波昌人[6]
- 企画制作：日本テレビ[4]
- 制作協力：サルベージ[4]

### ノギザカスキッツ
- 構成：三田卓人、佐藤満春[50]、橋本圭太朗、須長晋之介、鈴木遼、ガクカワサキ
- CAM：石渡裕二
- AUD：村元天峰
- 技術協力：NiTRO
- 照明：谷田部恵美（日テレアート）
- 美術：栗原和也（日テレアート）
- モニター：鈴木豊、畑中太
- 編集：榎本祐紀（Eno Studio）
- MA：足達健太郎（casinodrlve）
- 音効：佐藤裕二（KRエンタープライズ）
- タイトル：荒井茜（netchart）
- 美術協力：mouse、はるやま
- 衣装協力：MORGAN、my panda、Losguapos
- 「ノギザカスキッツ」製作委員会：高島陽子、梅澤宏和、土岐洋久、山崎隼、西原宗実
- 宣伝：佐野絵梨
- デスク：保坂淳子
- AP：鎌田織恵、高橋桃花
- AD：池田ひかり、児矢野和美、川口真奈加
- チーフディレクター：福田達朗
- ディレクター：児玉彩、永田香織、種市凌
- 製作著作：「ノギザカスキッツ」製作委員会[注 3][6]

### ノギザカスキッツ ACT2
- 構成：三田卓人、佐藤満春[50] 、橋本圭太朗、須長晋之介、なんぶ、ガクカワサキ、平井悠美子
- CAM：石渡裕二
- AUD：村元天峰
- 技術協力：NiTRO
- 照明：谷田部恵美（日テレアート）
- 美術：栗原和也（日テレアート）
- モニター：鈴木豊、畑中太
- 編集：塩原祐弥（Eno Studio）
- MA：足達健太郎（casinodrlve）
- 音効：佐藤裕二（KRエンタープライズ）
- タイトル：荒井茜（netchart）
- 宣伝：佐野絵梨
- デスク：保坂淳子
- AP：鎌田織恵、高橋桃花
- AD：石山美咲、池田ひかり、板楠知沙、熱方颯人、児矢野和美、川口真奈加
- チーフディレクター：福田達朗
- ディレクター：児玉彩、永田香織、種市凌
- 製作著作：「ノギザカスキッツ ACT2」製作委員会[注 4][6]

## 関連商品
| ＃ | リリース日     | タイトル                               | レーベル | 規格品番   | 形態   | 封入特典                                                         | 収録映像                                                                                |
| -- | -------------- | -------------------------------------- | -------- | ---------- | ------ | ---------------------------------------------------------------- | --------------------------------------------------------------------------------------- |
| 1  | 2021年1月8日   | ノギザカスキッツ 第1巻 DVD-BOX         | vap      | VPBF-14050 | 限定版 | フォトブックレット44P、オリジナル生写真ランダム3種封入（全32種） | メイキング映像、ノギスキソワカン特別版、NG集、アイキャッチ集、トーク未公開映像、DVD限定 |
| 1  | 2021年1月8日   | ノギザカスキッツ 第1巻 Blu-ray BOX     | vap      | VPXF-71826 | 限定版 | フォトブックレット44P、オリジナル生写真ランダム3種封入（全32種） | メイキング映像、ノギスキソワカン特別版、NG集、アイキャッチ集、Blu-ray限定               |
| 2  | 2021年4月2日   | ノギザカスキッツ 第2巻 DVD-BOX         | vap      | VPBF-14051 | 限定版 | フォトブックレット44P、オリジナル生写真ランダム3種封入（全32種） | メイキング映像、V振り集、アイキャッチ集、DVD限定                                        |
| 2  | 2021年4月2日   | ノギザカスキッツ 第2巻 Blu-ray BOX     | vap      | VPXF-71827 | 限定版 | フォトブックレット44P、オリジナル生写真ランダム3種封入（全32種） | メイキング映像、V振り集、アイキャッチ集、Blu-ray限定                                    |
| 3  | 2021年7月30日  | ノギザカスキッツACT2 第1巻 DVD-BOX     | vap      | VPBF-14082 | 限定版 | フォトブックレット52P、オリジナル生写真ランダム3種封入（全28種） | メイキング映像、アイキャッチ集、DVD限定                                                 |
| 3  | 2021年7月30日  | ノギザカスキッツACT2 第1巻 Blu-ray BOX | vap      | VPXF-71860 | 限定版 | フォトブックレット52P、オリジナル生写真ランダム3種封入（全28種） | メイキング映像、アイキャッチ集、Blu-ray限定                                             |
| 4  | 2021年10月22日 | ノギザカスキッツACT2 第2巻 DVD-BOX     | vap      | VPBF-14083 | 限定版 | フォトブックレット52P、オリジナル生写真ランダム3種封入（全28種） | メイキング映像、アイキャッチ集、DVD限定                                                 |
| 4  | 2021年10月22日 | ノギザカスキッツACT2 第2巻 Blu-ray BOX | vap      | VPXF-71861 | 限定版 | フォトブックレット52P、オリジナル生写真ランダム3種封入（全28種） | メイキング映像、アイキャッチ集、Blu-ray限定                                             |

その他、「ノギザカスキッツLIVE」のAct2のうちの第1回〜第10回放送分については、2021年7月30日にDVD-BOX＆Blu-rayとして発売されることが発表された。また、「ノギザカスキッツLIVE」のオリジナルグッズも同日18日の12時から特設サイトでの販売が開始され、第2回キャラデミー賞に選ばれた与田祐希演じるスト子のオリジナルパーカーとハンガーセットを中心に、各メンバーが演じた代表的なコントのキャラを描いたアクリルスタンドなども販売。

## 関連イベント
- ノギザカスキッツLIVE 本番前日生配信SP（2021年4月17日、YouTube） - 久保史緒里・賀喜遥香・早川聖来[57]
- ノギザカスキッツ LIVE[58][59][60]